# Гута-Подгурна (Підкарпатське воєводство)
Гута-Подгурна (пол. Huta Podgórna) — село в Польщі, у гміні Гарасюки Ніжанського повіту Підкарпатського воєводства.
Населення — 298 осіб (2011).
У 1975-1998 роках село належало до Тарнобжезького воєводства.

## Демографія
Демографічна структура станом на 31 березня 2011 року:
|          | Загалом | Допрацездатний вік | Працездатний вік | Постпрацездатний вік |
| -------- | ------- | ------------------ | ---------------- | -------------------- |
| Чоловіки | 147     | 29                 | 103              | 15                   |
| Жінки    | 151     | 34                 | 78               | 39                   |
| Разом    | 298     | 63                 | 181              | 54                   |